# Contea di Hanson
La contea di Hanson ( in inglese Hanson County ) è una contea dello Stato del Dakota del Sud, negli Stati Uniti. La popolazione al censimento del 2000 era di 3 139 abitanti. Il capoluogo di contea è Alexandria.